# Diporiphora linga
Diporiphora linga — вид ігуаноподібних ящірок родини агамових (Agamidae). Ендемік Австралії.

## Поширення і екологія
Diporiphora linga мешкають на півдні Південної Австралії, зокрема на Піщаній Рівнині Єллабінна у південно-східній частині Великої пустелі Вікторія. Вони живуть на піщаних дюнах, порослих тріодією (Triodia), серед заростей маллі і скель.